# Ou Yezi
En aquest nom xinès, el cognom és Ou.
Ou Yezi (xinès: 歐冶子; Pinyin: Ōu Yězǐ; Wade-Giles: Ou Yeh Tzŭ) va ser un llegendari mestre faedor d'espases que va viure durant el període de Primaveres i Tardors. Segons el Yuejueshu, va forjar cinc espases atresorades per Gan Jiang i el Rei Zhao de Chu, anomenades, respectivament, Zhanlu (湛卢), Juque (巨阙), Shengxie (胜邪), Yuchang (鱼肠) i Chunjun (纯钧). Ell també va fer tres espases pel Rei Goujian de Yue, anomenades Longyuan (龙渊), Tai’e (泰阿) i Gongbu (工布).